# محمد مصطفایی
محمد مصطفایی (زاده ۶ بهمن ۱۳۵۲ در تهران) وکیل ایرانی است در که زمینه پرونده‌های مربوط به حقوق بشر فعالیت کرده‌است. او اکنون ساکن نروژ است.

## زندگی‌نامه
محمد مصطفایی در ششم بهمن ماه سال ۱۳۵۲ در جنوب تهران به دنیا آمد. او از سن بیست و هفت سالگی مشغول به کار شد. دوران تحصیل اولیه را به سختی گذراند. سال ۱۳۷۶ وارد دانشکده حقوق و علوم سیاسی دانشگاه تهران شد.  در سال ۱۳۷۸ توانست وارد انجمن اسلامی دانشکده حقوق شده و تا سه سال عضو انجمن و همچنین دبیر انجمن گردد.
مصطفایی در سال ۱۳۸۰ موفق شد به کانون وکلای دادگستری مرکز راه یابد. پس از مدت کوتاهی، دبیر کمیسیون حقوق بشر کانون وکلا گردید.

## فعالیت‌ها
مصطفایی به عنوان یک وکیل ایرانی در شروع فعالیت وکالتی خود وکالت زنانی را که در معرض بحران قرار داشتند و در زندان به سر می‌بردند را پذیرفت. او در این زمینه مقالات بسیاری نوشت که در روزنامه‌های ایران منتشر گردید. مصطفایی وکالت ۱۳ نفر از کسانی که به سنگسار محکوم شده بودند را پذیرفته و موفق شد ده نفر از آنان را از مرگ نجات دهد.
مصطفایی شروع فعالیت وکالتی خود در زمینه حقوق کودکانی که در سن کمتر از ۱۸ سال مرتکب جرم شده و به اعدام محکوم شده بودند را با پرونده نازنین فاتحی شروع کرد. پس از موفقیت در این پرونده توانست وکالت چهل نفر از محکومین به اعدام که سن شان کمتر از ۱۸ سال بود را به عهده گرفته و از این تعداد نوزده نفر را از مرگ نجات دهد. از جمله کسانی که از مجازات نجات یافتند محمد لطیف، علی مهین ترابی، حسین ترنج و نازنین فاتحی هستند.
کتاب راهنمای محاکم و دادسراهای تهران و کانون‌های وکلای دادگستری اثر این وکیل دادگستری است.

### پرونده قتل بهنود شجاعی
مصطفایی وکالت بهنود شجاعی را به عهده داشت اما در دفاع از وی ناکام ماند. بهنود شجاعی قاتل نوجوانی بود که در سن ۱۷ سالگی احسان را که او نیز ۱۷ سال داشت با ضربات چاقو به قتل رسانده بود. سیر مراحل دادگاه او از سال ۱۳۸۴ تا ۱۳۸۸ به طول انجامید که سرانجام پس از ناکامی کوشش‌های کانون‌های خیریه و هنرمندان مطرحی چون عزت‌الله انتظامی، پرویز پرستویی و کیومرث پور احمد برای دریافت رضایت از اولیای دم، در ۱۹ مهر ۱۳۸۸ به دار آویخته شد.
مصطفایی پیش از ترک ایران، از جمله وکالت سکینه محمدی آشتیانی که به اتهام زنای محصنه به سنگسار محکوم شد را به عهده داشت. او در دوران فعالیت خود توانست بزرگترین کمپین بین‌المللی علیه اعدام کودکان و سنگسار را تشکیل دهد و در نهایت موفق شد با کمک دیگر فعالان حقوق بشر مجازات اعدام برای کودکان را در جرایم تعزیری حذف و دیگر جرایم از طریق مجلس شورای اسلامی محدود کند.
مصطفایی در دوران فعالیت خود در مخالفت با اعدام و سنگسار و مجازاتهای بدنی دیگر تلاش‌های گسترده‌ای نموده است. او توانست سازمانها و نهادهای بین‌المللی و حتی دولتهای بسیاری را نسبت به اعدام اطفال زیر ۱۸ سال و سنگسار و شکنجه در زندان آگاه و درگیر نماید.
مصطفایی پس از انتخابات سال ۱۳۸۸ وکالت بسیاری از روزنامه نگاران، فعالیت سیاسی و اجتماعی را نیز به عهده گرفت.
از جمله وکالت مشاور امور زنان مهدی کروبی، هنگامه شهیدی را به عهده داشت.

## بازداشت
مصطفایی دوم مرداد ۱۳۸۹، برای ارائه توضیحاتی به دادستانی تهران احضار شد و صدور حکم جلب و ممنوع‌الخروج شدن خود را به عنوان دلایل خروجش از ایران اعلام کرد. سازمان عفو بین‌الملل نیز خواستار آزادی محمد مصطفایی شد.
پس از خروج مخفیانه مصطفایی از ایران، دختر، برادر، همسر و پدر همسر او نیز دستگیر شدند. 
مصطفایی پس از خروج از ایران در حالی که همسرش بازداشت شده بود با نوشتن نامه‌ای به عباس جعفری دولت‌آبادی دادستان تهران، خواهان آزادی همسر و برادر همسرش شد.

### مهاجرت به نروژ
در مرداد ۱۳۸۹ پس از بازداشت کردن همسر محمد مصطفایی توسط مقام‌های ایرانی، وی برای آزادی همسرش به ترکیه گریخت و از سفارت نروژ روادید ورود به این کشور را دریافت کرد.
او در سال ۱۳۸۹ در مورد وضعیت حقوق بشر در ایران، نامه‌ای خطاب به سران کشورهای عضو سازمان ملل متحد منتشر کرد.
مصطفایی در سال ۱۳۹۰ سازمان مدارای جهانی را در نروژ تأسیس کرد و هم‌اکنون به عنوان مدیر این سازمان فعالیت می‌کند.